# ضیا گوک‌آلپ
ضیاء گوک آلپ (به ترکی استانبولی: Mehmed Ziya Gökalp) از اندیشمندان متأخر پان‌تورانیسم محسوب می‌شود که مقام و جایگاه ویژه ای در میان پان ترکیست‌ها دارد و پدر پان‌ترکیسم لقب گرفته است. از نظر وی میهن ترکان نه ترکیه است و نه ترکستان بلکه توران بزرگ کشور جاودانی آنان محسوب می‌شود. وی برای پیشبرد آمال خود دیدگاه هایی درباره اقتصاد، جامعه‌شناسی و سیاست و... پیش نهاد که هر کدام دروازه ویژه‌ای درباره پان ترکیسم محسوب می‌شود.